# Feicht
Feicht je naselje v Občini Lendorf v Okraju Špital ob Dravi  na Koroškem v Avstriji.